# Alhambra, Kalifornija
Alhambra je grad u američkoj saveznoj državi Kalifornija. Prema popisu stanovništva iz 2010. u njemu je živjelo 83.089 stanovnika.